# 芦浦観音寺
芦浦観音寺（あしうらかんのんじ）は、滋賀県草津市にある天台宗の寺院。山号は大慈山。本尊は十一面観世音菩薩で秘仏となっている。堀を含む境内全体が芦浦観音寺跡として国の史跡に指定されている。宗教法人としての名称は「観音寺」。

## 概要
聖徳太子の開基と伝えられている。1408年（応永15年）、歓雅によって再興されたと伝わる。
安土桃山時代には一城主の地位を認められ4万石の領土をもつなど栄えた。七代目住職の慶順が織田信長から水運権を任されるようになる。九代目住職の詮舜は豊臣秀吉により水運権を任され、さらに湖南・湖東にあった蔵入地の代官を務めた。貞享2年（1685年）まで江戸幕府により琵琶湖の湖水奉行に任じられていた。こうして政治力を付けていくのと同時に周囲を堀で囲み、土塁や石垣で防御するようになった。
東京都千代田区にある観音坂の名前の由来でもある。この坂の麓に当寺の江戸屋敷があった為である。
境内は国の史跡に指定されている。2015年（平成27年）4月24日、「琵琶湖とその水辺景観－ 祈りと暮らしの水遺産 」の構成文化財として日本遺産に認定される。
長年の風雨で建造物の劣化が進行し、地元有志が「守る会」を設立し、修復費用をクラウドファンディングで募集し、2022年（令和4年）1月11日に、目標金額を達成した。
2023年（令和5年）11月11日に、阿弥陀堂の屋根の檜皮葺（ひわだぶき）の葺き替え工事の現場見学会が実施された。

## 文化財

### 重要文化財
- 建造物
  - 阿弥陀堂 - 室町時代築
  - 書院 - 室町時代築
- 絵画
  - 絹本著色黄不動尊像 - 平安時代
  - 絹本著色薬師三尊像 - 鎌倉時代
  - 絹本著色聖徳太子像 - 鎌倉時代
  - 絹本著色十六羅漢図 2幅 - 室町時代
  - 絹本著色五大尊像（不動尊を欠く）4幅 - 室町時代
- 彫刻
  - 木造阿弥陀如来立像 - 鎌倉時代
  - 木造地蔵菩薩立像 - 鎌倉時代
  - 木造薬師如来坐像（所在:滋賀県野洲市永原）

### 史跡（国指定）
- 芦浦観音寺跡

### 滋賀県指定有形文化財
- 絹本著色観経変相図
- 豊臣秀吉自筆北野湯茶道具目録
- 芦浦観音寺文書233点 - 織田信長判物、織田信長禁制、織田信長朱印安堵状、豊臣秀吉朱印船定、明智光秀書状、丹羽長秀安堵状等を含む。

## 所在地
滋賀県草津市芦浦町363-1
交通アクセス
- JR琵琶湖線（東海道本線）・JR草津線 草津駅から近江鉄道バスで15分。芦浦停留所下車、徒歩5分。
- 同駅からまめバス（笠縫東常盤線(常盤循環)）で芦浦観音寺停留所下車。